# Innere Mission

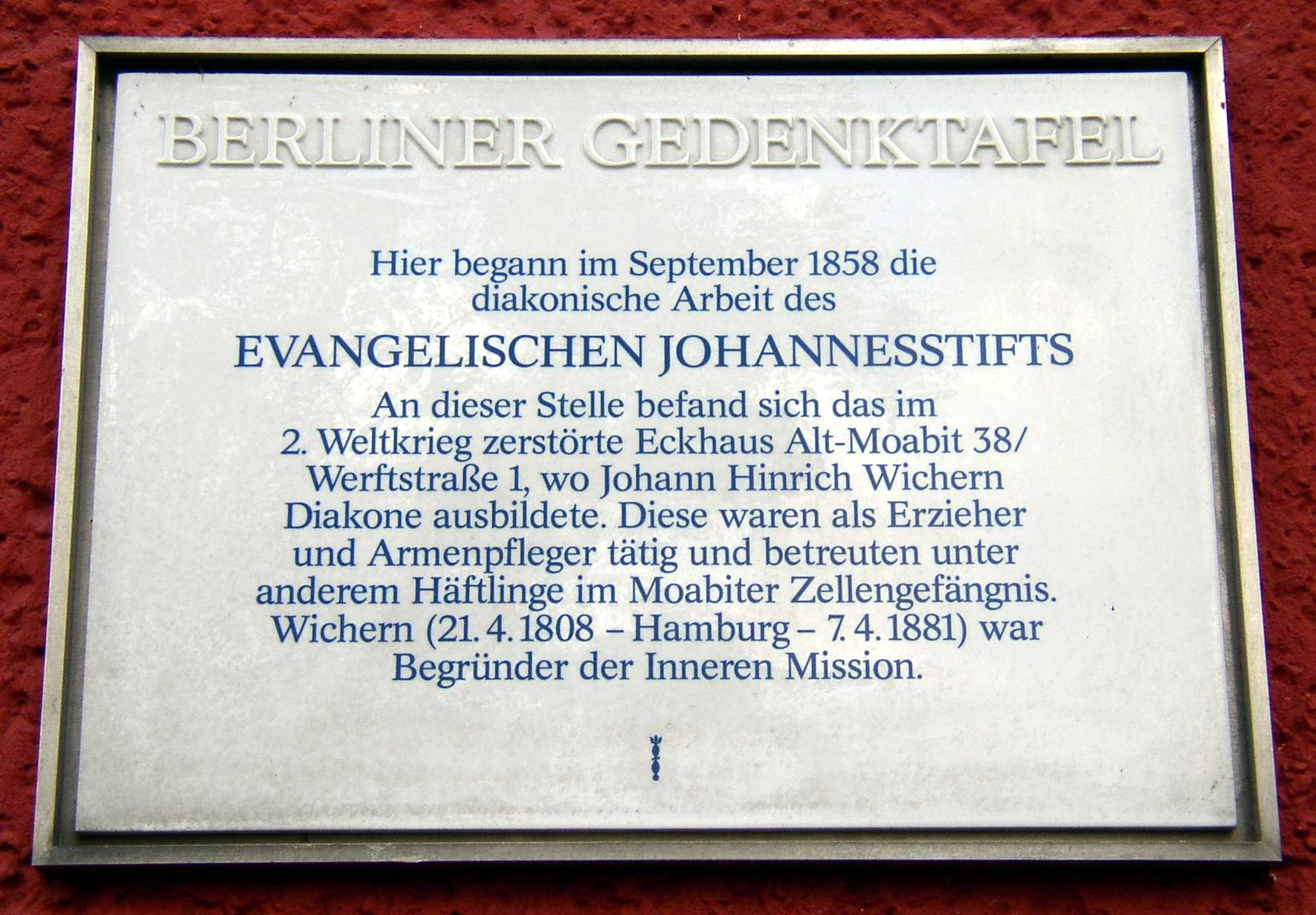
Berliner Gedenktafel

Die Innere Mission ist eine Initiative zur christlichen Mission innerhalb der evangelischen Kirche. In Deutschland begründete Johann Hinrich Wichern die Innere Mission; sie ging im Diakonischen Werk auf. Die Innere Mission Österreichs gründeten die Gebrüder Schwarz.

## Geschichte
In der Zeit von 1750 bis 1820 gab es für arme und verlassene Menschen ein karitatives Engagement, das nicht christlich oder kirchlich motiviert war. Die Notwendigkeit vermehrter Fürsorge für Notleidende war deutschen, von der Erweckungsbewegung erfassten Kreisen ein Bedürfnis: Nach den Befreiungskriegen gab es in größeren Städten und Gewerbegebieten eine verarmte, den Kirchen entfremdete Bevölkerungsschicht. Als Vorbild dienten die Bemühungen in England und Schottland; in Deutschland kam es zu lokalen Aktivitäten.
Das Gründen von Rettungshäusern für verwahrloste Jugendliche durch Johannes Daniel Falk im Jahr 1813 in Weimar, 1816 durch Adalbert von der Recke-Volmerstein in Bochum-Hamme (Haus Overdyck), der 1822 zudem die Rettungsanstalt Düsseltal für Waisenkinder gründete, sowie die Stiftung der Bildungsanstalt für Armenschullehrer 1820 auf Schloss Beuggen bei Rheinfelden (Baden) in einem ehemaligen Trappistenkloster waren erste Schritte auf diesem Weg.
Aus der pietistischen Erweckungsbewegung kommend und von Amalie Sieveking angeregt, eröffnete Johann Hinrich Wichern im Jahr 1833 das Rauhe Haus im damaligen Dorf Horn bei Hamburg. Es war ein Rettungshaus für gefährdete Kinder und Jugendliche und zugleich Zentrum der Brüderschaft des Rauhen Hauses. Auch wenn der Begriff „Innere Mission“ schon seit ca. 1800 geläufig war, so fand er seine inhaltliche Füllung und vor allem seine organisatorische Form erst durch die sog. „Stegreifrede“ Wicherns auf dem ersten gesamtdeutschen Kirchentag in Wittenberger 1848, wo er das Programm einer Inneren Mission vorstellte. Bei dieser Gelegenheit gab sich die Innere Mission mit dem „Centralausschuss“ ein übergeordnetes Organ, das die verschiedenen Arbeitsfelder organisierte und verband. Das Ereignis gilt als Geburtsstunde der Inneren Mission. 1849 kam es zur Gründung des Vereins für Innere Mission in Bremen.
Die Innere Mission war eine Antwort auf die von der Industriellen Revolution aufgeworfene Soziale Frage im 19. Jahrhundert. Wichern regte die kirchliche und staatliche Sozialarbeit an und trug dadurch gleichzeitig zu einer zeitgemäßen Form der Evangelisation bei, die auf den modernen, dem christlichen Glauben entfremdeten Großstadtmenschen ausgerichtet war.
Ab 1849 wurden die Aktivitäten der freien Vereine und Anstalten zur organisierten evangelischen Sozialarbeit (christlicher Liebesdienst) durch Wichern im „Centralausschuß für innere Mission der deutschen ev. Kirche“ organisatorisch geeinigt und koordiniert.
Wichern verstand unter dem Begriff Innere Mission die christliche Liebestätigkeit als eine christliche Erneuerungsbewegung und unter Diakonie die Armenpflege.
Im Jahr 1874 entstand in Österreich der erste Verein für Innere Mission und 1877 als erstes Hilfswerk das Diakonissen-Mutterhaus Bethanien im oberösterreichischen Gallneukirchen. Weitere Einrichtungen folgten in Waiern und Treffen. Im Unterschied zu Wicherns Gründungen in Deutschland waren diese ersten sozialen Hilfswerke Einrichtungen von Diakonissen. Mit der Diakonissenanstalt Kaiserswerth bei Düsseldorf schuf Georg Heinrich Theodor Fliedner 1836 das erste Hilfswerk mit Diakonissen in Deutschland, dem weitere folgten. Durch Fliedners Einrichtungen entstand in Deutschland eine sogenannte weibliche Diakonie, durch Wichern ein männliches Pendant.
Mitte der 1930er Jahre erklärte die Innere Mission ihre Zustimmung zur staatlichen Behandlung von chronisch Kranken und Behinderten im damaligen Dritten Reich.

## Name und Organisationen
Den zusammenfassenden Namen der „Inneren Mission“, durch den diese Bestrebungen in Parallele mit der äußern Mission (Heidenmission oder Judenmission) gesetzt wurden, gab denselben zuerst der Göttinger Theologe Friedrich Lücke (1791–1855). Einen mächtigen Gönner fand die durch „erweckte“ Kreise eingeleitete Missionsbewegung seit 1840 an König Friedrich Wilhelm IV. von Preußen. In Österreich konnte sich erst mit zwei Kaiserlichen Patenten, dem Toleranzpatent 1781 von Joseph II. und dem Protestantenpatent 1861 von Franz Joseph I., evangelisches Leben entwickeln.

### Central-Ausschuss für die Innere Mission
Die Zeit um die Mitte des 19. Jahrhunderts war geprägt durch die beginnende Industrialisierung, die dadurch hervorgerufene Landflucht sowie Armut und soziale Not. Im Zuge der gesellschaftlichen Veränderungen unter Einfluss der Entwicklungen des Massenpauperismus im Revolutionsjahr 1848 fand vom 21. bis 23. September 1848 in Martin Luthers Wirkungsstadt Wittenberg eine „Versammlung evangelischer Männer“ statt, die als erster Evangelischer Kirchentag gilt. Die Stegreifrede von Johann Hinrich Wichern auf dem Kirchentag erhielt viel Beachtung in protestantischen Kreisen. Er gehörte zu den einflussreichsten Vertretern der evangelischen Kirche zur Zeit der Sozialen Frage im 19. Jahrhundert. Auf Wicherns Initiative wurde auf dem Wittenberger Kirchentag die Gründung eines „Central-Ausschusses für die Innere Mission der deutschen evangelischen Kirche“ beschlossen. Der „Central-Ausschuß“ konstituierte sich dann wenige Monate später, am 9. Januar 1849; er bestand aus zehn Mitgliedern. Seine Aufgabe war, die diakonische Arbeit in Deutschland zu koordinieren. Auch auf Landes- und Provinzebene wurden Hilfsvereine gebildet.

### Zentralverein für Innere Mission
1912 wurde in Österreich zur Verbesserung der Organisation der „Zentralverein für Innere Mission“ gegründet. Daraus entstand 1968 die Diakonie Österreich als Zusammenschluss lutherischer, reformierter, methodistischer, altkatholischer, baptistischer und diakonischer Hilfseinrichtungen.

### Central-Verband der Inneren Mission

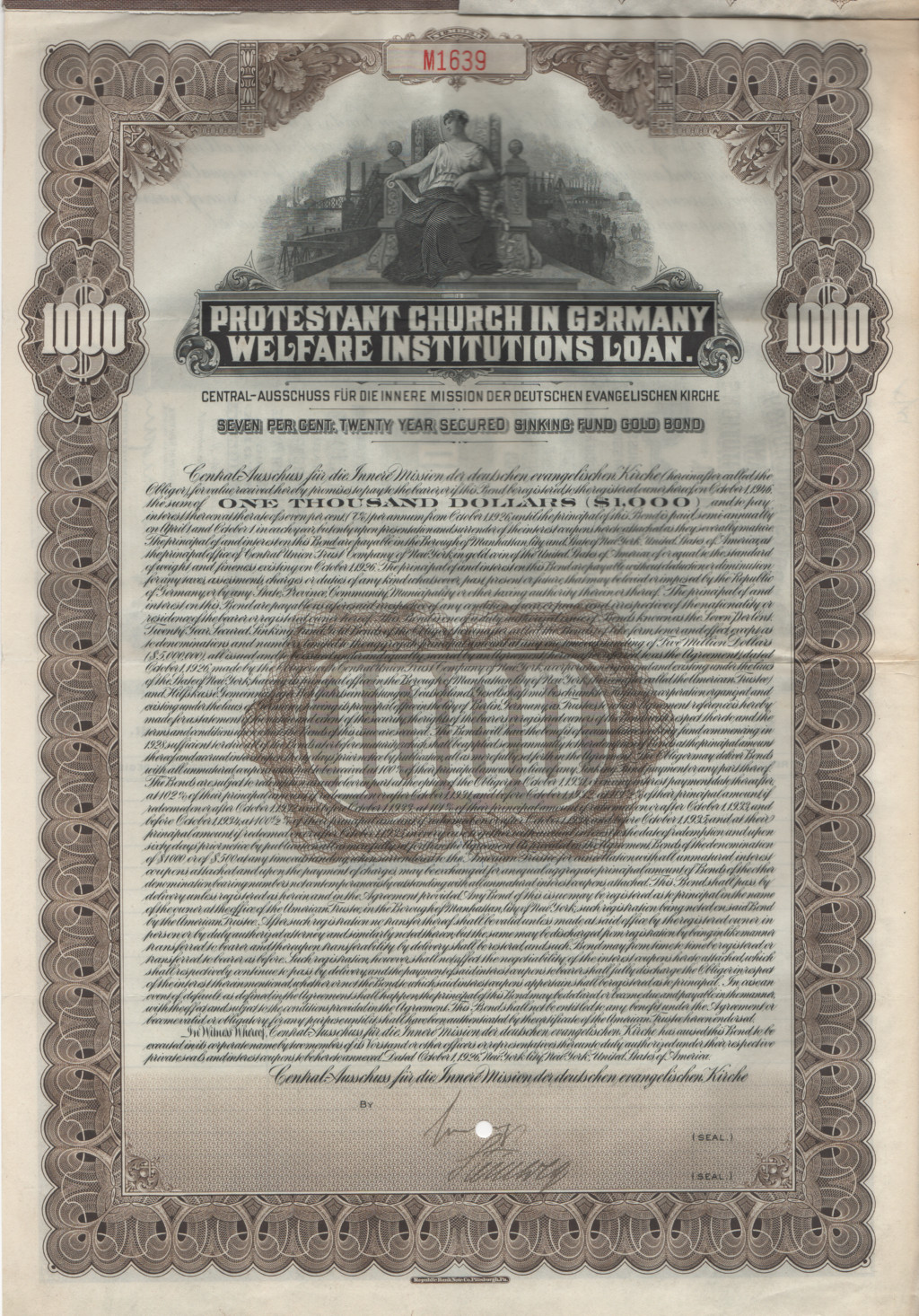
1926 nahm der Central-Ausschuss eine 5 Mio. $-Anleihe in den USA auf

Der „Central-Ausschuß“ in Deutschland entwickelte sich weiter, sodass am 1. Januar 1921 der „Centralverband der Inneren Mission“ gegründet wurde. Im Mai 1931 trat zum ersten Mal der „Fachausschuss für Eugenik“ der Inneren Mission zusammen, dessen Anliegen die Positionierung der Inneren Mission zur Eugenik und zur sog. „Euthanasie“ war. Ab 1934 tagte der Ausschuss unter der Bezeichnung „Ständiger Ausschuss für Rassenhygiene und Rassenpflege“ und nahm damit die nationalsozialistisch wie staatlich geförderten Begriffe in seine Eigenbezeichnung auf.
Nach dem Zweiten Weltkrieg wurde neben der bestehenden Innere Mission eine weitere evangelische Organisation, das Evangelische Hilfswerk, von Eugen Gerstenmaier gegründet. Aus beiden entstand 1957 die Vereinigung „Innere Mission und Hilfswerk“. Jedoch endete der gesamtdeutsche Zusammenhang durch den Mauerbau 1961, durch den die Evangelische Kirche in Deutschland (EKD) und damit auch die evangelischen Hilfswerke in zwei voneinander unabhängige Teile zerfielen. In der DDR wurden 1969 das Hilfswerk und die Innere Mission zu einer Organisationen, dem „Diakonischen Werk – Innere Mission und Hilfswerk – der Evangelischen Kirchen in der DDR“, zusammengeschlossen. In der BRD folgte 1975 die Gründung einer ebenfalls zentralen Organisation, des „Diakonischen Werkes der EKD e. V.“, die das westdeutsche Hilfswerk ablöste. Aus den getrennten Wohlfahrtsorganisationen entstand 1991 letztlich das heutige „Diakonische Werk der Evangelischen Kirche in Deutschland“.

## Stadtmission

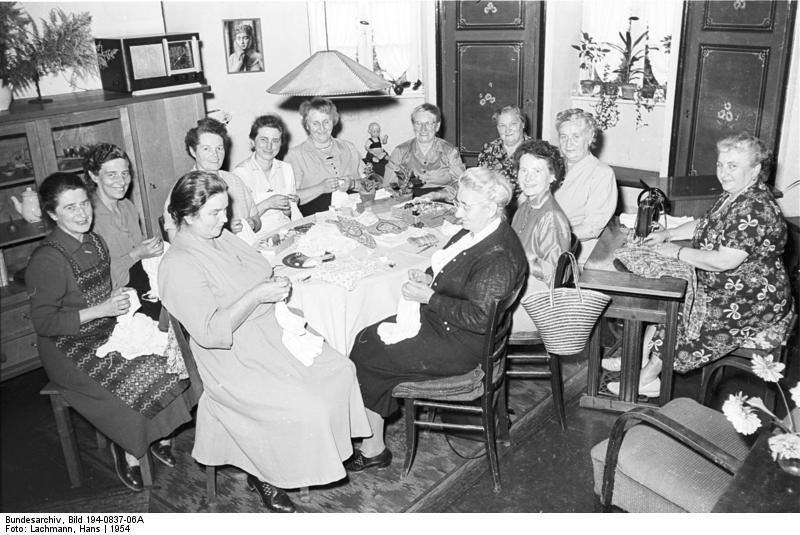
Strümpfestopfen für Heimkinder 1954 in Altenkirchen

Außer den schon erwähnten Rettungshäusern für verwahrloste Kinder wie den Diakonissenhäusern für Armen-, Krankenpflege und Kleinkinderschulen umfasste die Innere Mission Vereine und Anstalten für einzeln stehende Jünglinge und Mädchen (Jünglingsvereine, Mägdeherbergen, Herbergen zur Heimat, Marthastifte), Gefängnisvereine, besonders für entlassene Sträflinge, Arbeiterkolonien für Obdach- und Arbeitslose, Magdalenenhäuser für „gesunkene Frauen“ usw. In großen Städten wie Berlin, Hamburg, Stettin und Breslau wurden alle derartigen Bestrebungen einheitlich in Gestalt von und mit dem Namen „Stadtmissionen“ geordnet.
Bedeutende, zum Teil heute noch existierende Beispiele sind die von Adolf Stoecker gegründete Berliner und die von Johann Hinrich Wichern gegründete Hamburger Stadtmission, die Nürnberger sowie die Stettiner Stadtmission. Zudem errichteten die Vereine für innere Mission in fast allen größeren Städten eigene Häuser für ihre Versammlungen; diese evangelischen Vereinshäuser waren oft mit „Herbergen zur Heimat“ verbunden.

## Sozialarbeit und Politik

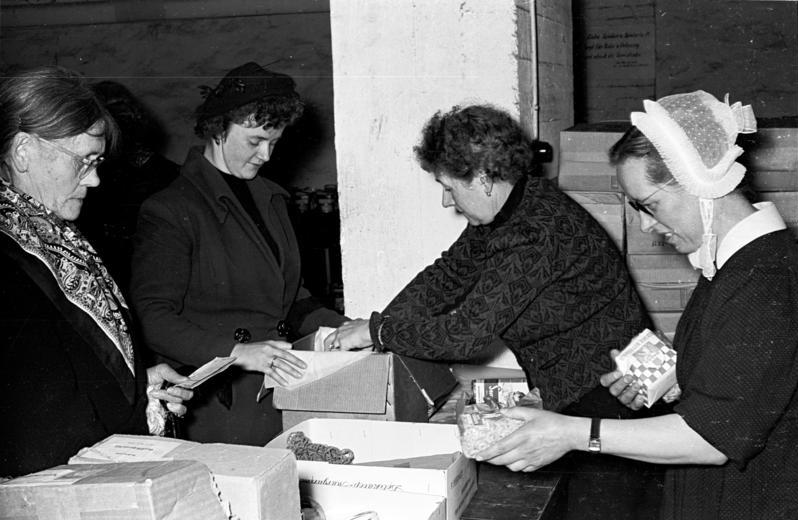
Verteilung von CARE-Paketen 1954 gemeinsam mit dem Evangelischen Hilfswerk

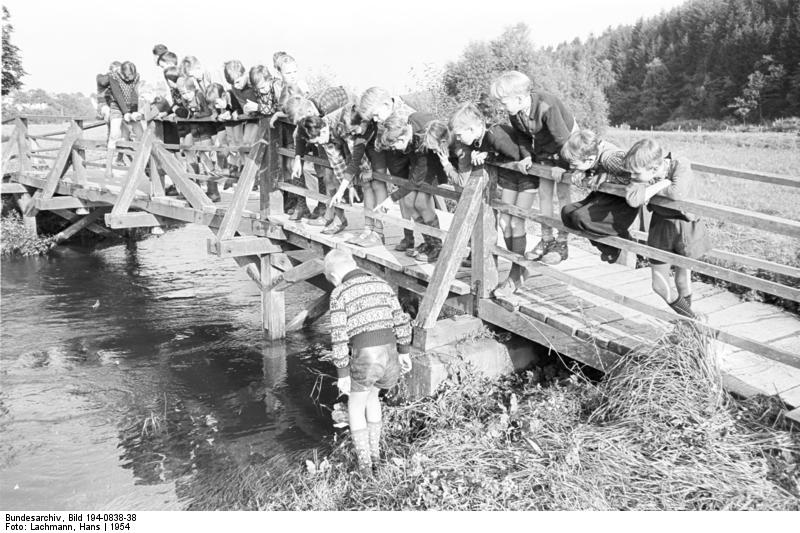
Organisierte Ferienfreizeit für Kinder, 1954

Vielfach berührte die Innere Mission allgemeine staatliche Interessen, besonders auf dem Gebiet des Armenwesens (Arbeiterkolonien und Verpflegungsstationen für Landstreicher) und des Gefängniswesens. Wichern trat seit 1852 in ein amtliches Verhältnis zum preußischen Gefängniswesen und wurde 1858 als vortragender Rat in das Ministerium des Innern berufen. Im selben Jahr wurde er Evangelischer Oberkirchenrat zu Berlin. Mit der sonstigen, nicht erklärt kirchlichen Vereinstätigkeit wie auch mit dem adligen Johanniterorden trat die Innere Mission in ein Verhältnis friedlichen Zusammenwirkens mit dem Staat und verlor durch mannigfache Berührungen mit der Außenwelt allmählich viel von dem pietistischen Anstrich, der ihr zuvor oft vorgeworfen worden war.